# 1956 en musique classique
| \| • Retour à la chronologie générale de la musique classique • \| |
| Grèce • Rome • Haut Moyen Âge • VIIIe siècle • IXe siècle • Xe siècle • XIe siècle XIIe siècle • XIIIe siècle • XIVe siècle • XVe siècle • XVIe siècle • XVIIe siècle XVIIIe siècle • XIXe siècle • XXe siècle • XXIe siècle |
| • Retour à la chronologie générale de la musique classique • |

| Années en musique classique : 1953 - 1954 - 1955 - 1956 - 1957 - 1958 - 1959    |
| Décennies en musique classique : 1920 - 1930 - 1940 - 1950 - 1960 - 1970 - 1980 |

## Événements

### Créations
- 1er février : Le Fou, opéra de Marcel Landowski, créée à Nancy par Jane Rhodes sous la direction de Jésus Etcheverry.
- 24 février : la Symphonie no 5 de Walter Piston, créée à New York par le Juilliard Orchestra, conduit par Jean Morel.
- 3 mars :  la Symphonie no 7 de  Darius Milhaud, créée à Chicago.
- 6 mars : Création du Concert par le New York City Ballet.
- 10 mars : Les Oiseaux exotiques, pour piano et petit orchestre, d’Olivier Messiaen, créé au théâtre du Petit Marigny, par Yvonne Loriod et l'ensemble du Domaine musical sous la direction de Rudolf Albert.
- 25 mai : Kaleidoscope, créé à New York sur une chorégraphie d’Alwin Nikolais.
- 5 juillet : la symphonie Prélude à la nouvelle journée de Matthijs Vermeulen (composée en 1920) est créée par l'Orchestre royal du Concertgebouw dirigé par Eduard van Beinum.
- 8 août : le Concerto pour hautbois et petit orchestre de Bohuslav Martinů est créé à Sydney par Jiří Tancibudek (en) et l'Orchestre symphonique de Sydney dirigé par Hans Schmidt-Isserstedt.
- automne : le Quatuor à cordes no 5 d'Ernest Bloch, créé à Duisbourg par le Quatuor Griller.
- 5 septembre : le Concerto pour piano no 4 pour la main gauche de Sergueï Prokofiev, créé à Berlin.
- 30 octobre : le Concerto pour piano et orchestre de Michael Tippett, créé par l'orchestre de Birmingham dirigé par Rudolf Schwarz avec Louis Kentner au piano.
- 1er décembre : Candide, comédie musicale de Leonard Bernstein.

#### Date indéterminée
- La Hobereaute, opéra parlé de Jacques Audiberti, créé au Festival des Nuits de Bourgogne.
- Orchestre philharmonique de Brno.

### Autres
- 1er janvier : concert du nouvel an de l'orchestre philharmonique de Vienne au Musikverein, dirigé par Willi Boskovsky.
- 2 avril : Premier concert à Moscou de l'Orchestre de chambre de Moscou sous la direction de son fondateur Roudolf Barchaï.
- 4 juin : Hommage à la pianiste Marguerite Long à la Sorbonne, avec Georges Auric, Henri Dutilleux, Jean-Yves Daniel-Lesur, Darius Milhaud, Francis Poulenc, Henri Sauguet.
- Juillet : Festival exceptionnel de Salzbourg à l’occasion du bicentenaire de la naissance de Mozart.
- Fondation de l'Orchestre symphonique national de Chine.
- Fondation de l'Orchestre symphonique de Canton.
- Fondation du Philharmonia Hungarica (dissous en 2001).
- Fondation du Festival Strings Lucerne par Wolfgang Schneiderhan et Rudolf Baumgartner.
- Fondation du Tölzer Knabenchor par Gerhard Schmidt-Gaden.
- Création du Concours international Robert-Schumann pour clavier et chant.

## Prix
- Vladimir Ashkenazy obtient le 1er prix de piano du Concours musical international Reine Élisabeth de Belgique.
- Jörg Demus obtient le 1er prix de piano du Concours international de piano Ferruccio Busoni.
- György Pauk et Gérard Poulet obtiennent le 1er prix ex æquo de violon du Concours international de violon Niccolò Paganini.

## Naissances

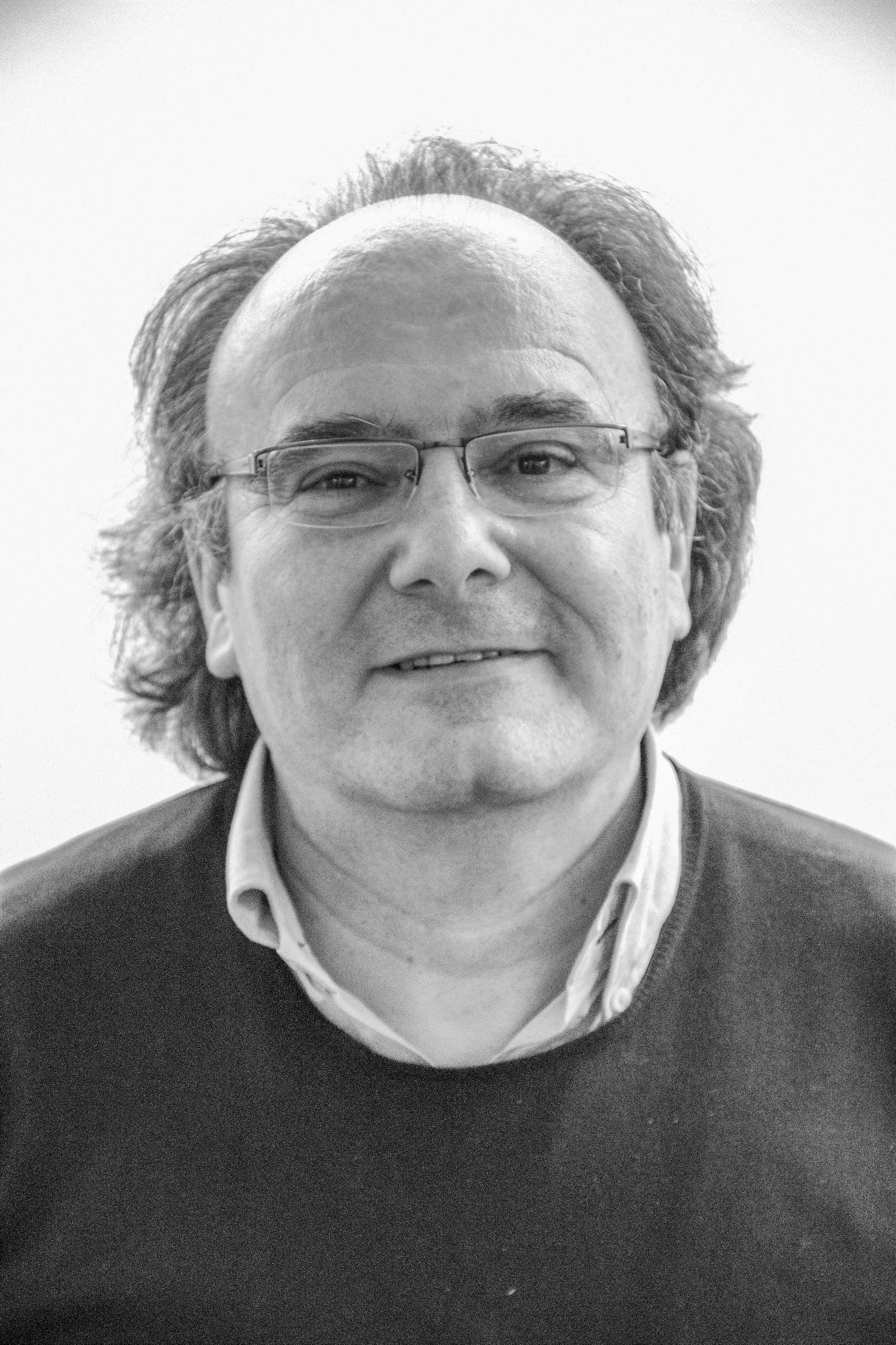
José Manuel López López

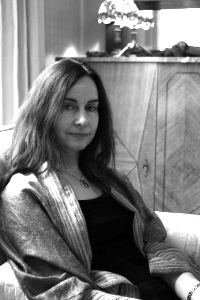
Mireille Gleizes

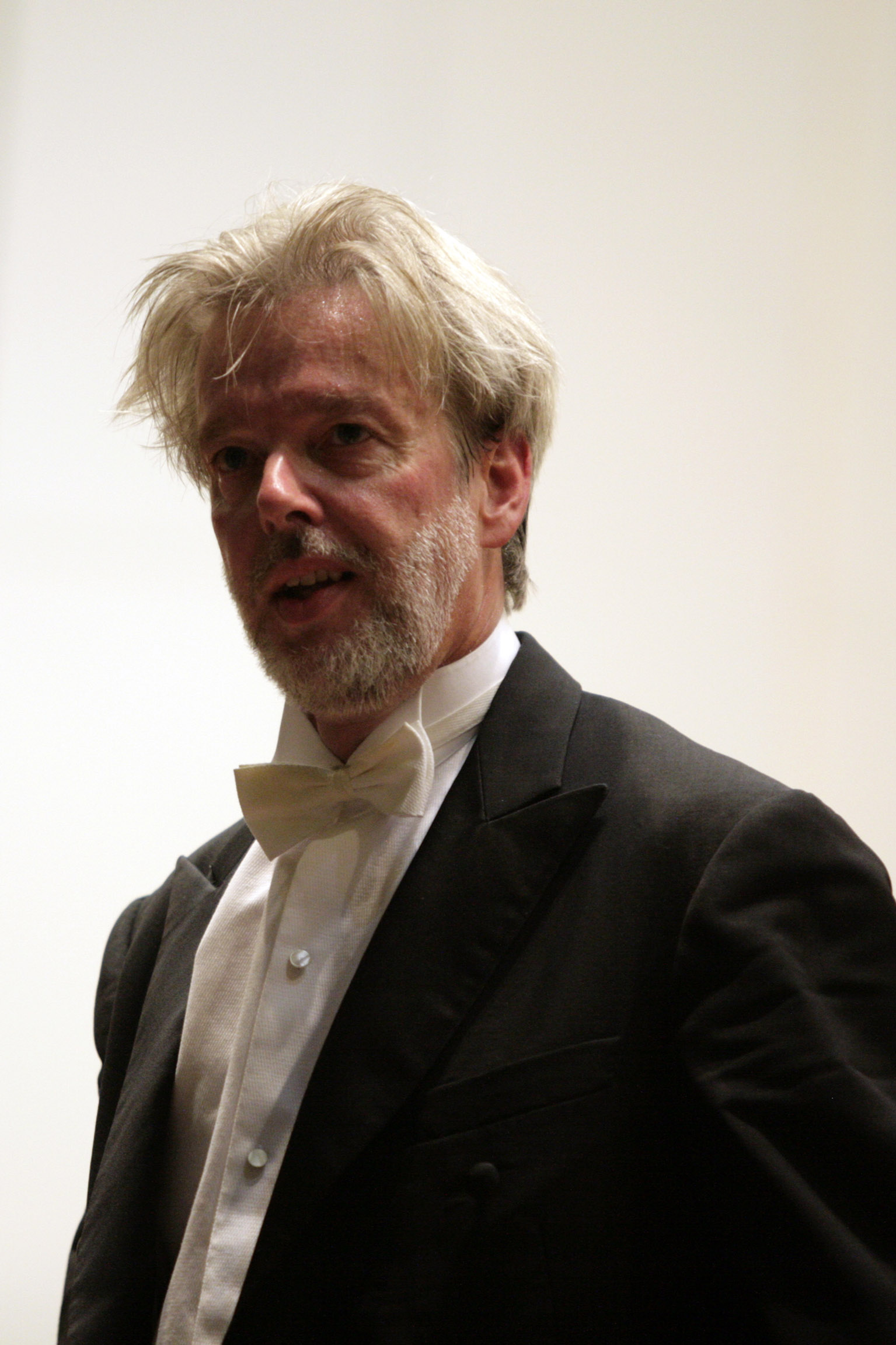
Jukka-Pekka Saraste

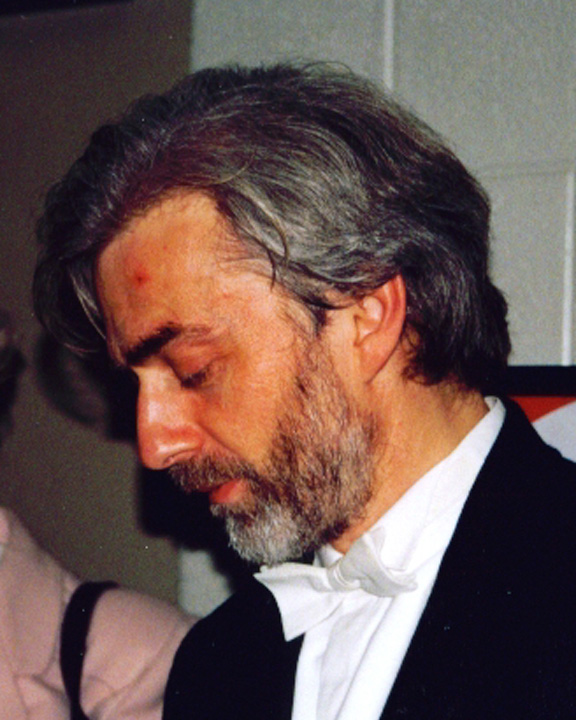
Krystian Zimerman

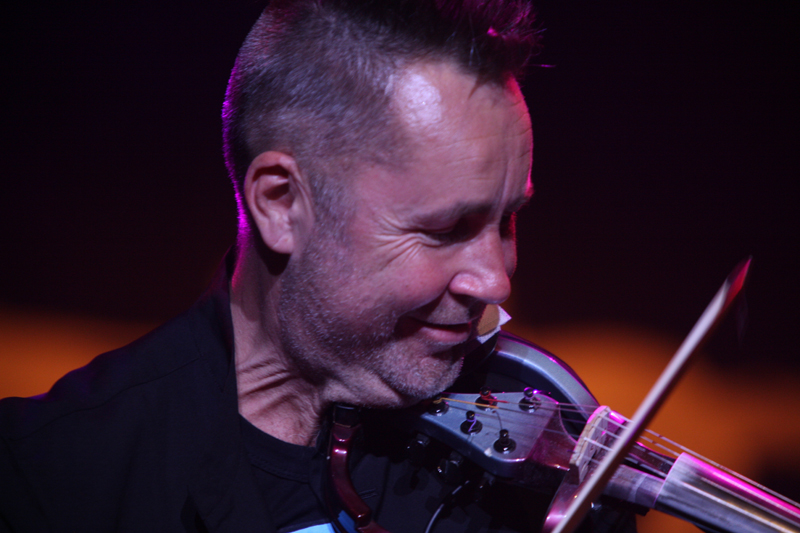
Nigel Kennedy

- 2 janvier : Marie-Annick Nicolas, violoniste française.
- 9 janvier : 
  - Waltraud Meier, soprano allemande.
  - Alexander Paley, pianiste moldave.
- 11 janvier : Israel Yinon, chef d'orchestre israélien († 29 janvier 2015).
- 14 janvier : Ben Heppner, ténor canadien.
- 15 janvier : José Manuel López López, compositeur espagnol.
- 18 janvier :
  - Christoph Prégardien, ténor allemand.
  - Thierry Pallesco, organiste et compositeur français.
- 28 janvier : Richard Danielpour, compositeur et professeur de musique américain.
- 21 janvier : 
  - Frédérique Cambreling, harpiste française.
  - Peter Ritzen : pianiste, compositeur et chef d’orchestre flamand.
- 25 janvier : Joan Jeanrenaud, violoncelliste américaine.
- 4 février : Manuel Hidalgo, compositeur espagnol.
- 6 février : Amaury du Closel, compositeur et chef d'orchestre français († 7 octobre 2024).
- 23 février : Mireille Gleizes, pianiste belge.
- 28 février : 
  - Gerd Grochowski, baryton-basse allemand († 16 janvier 2017).
  - Nikita Kochkine, guitariste classique et compositeur russe.
- 1er mars : Jean Van der Roost, compositeur belge.
- 9 mars : Sergueï Larine, ténor russe († 13 janvier 2008).
- 14 mars : Laszlo Hadady, hautboïste franco-hongrois.
- 16 mars : Vladimír Godár, compositeur slovaque.
- 17 mars : Luca Francesconi, compositeur italien.
- 22 mars : Ludo Claesen, compositeur, chef de chœur et chef d'orchestre belge.
- 27 mars : Michael Stegemann, musicologue et compositeur allemand.
- 2 avril : Benet Casablancas, compositeur et musicologue espagnol.
- 3 avril : Frédéric Aguessy, pianiste français.
- 14 avril : Barbara Bonney, soprano américaine.
- 17 avril : 
  - Patrick Gallois, flûtiste et chef d'orchestre français.
  - Gábor Takács-Nagy, violoniste et chef d'orchestre hongrois.
- 22 avril : Jukka-Pekka Saraste, chef d'orchestre finlandais.
- 24 avril : Steen Pade, compositeur, pianiste danois.
- 30 avril : Jorge Chaminé, chanteur d'opéra.
- 8 mai : Javier Álvarez, compositeur mexicain († 24 mai 2023).
- 13 mai : Pierre Hamon, flûtiste français.
- 25 mai : Yves Krier, compositeur français.
- 3 juin : Lynne Dawson, soprano britannique.
- 7 juin : Gilbert Audin, bassoniste et pédagogue français.
- 12 juin : 
  - Onutė Narbutaitė, compositrice lituanienne.
  - Carol Robinson, clarinettiste et compositrice franco-américaine.
- 13 juin : Marcel Lang, hazzan et chanteur ténor suisse († 27 juin 2009).
- 23 juin : Sylvia McNair, soprano américaine.
- 24 juin : Gary Hoffman, violoncelliste canadien.
- 28 juin : Helmut Kickton, organiste, chef de chœur et multi-instrumentiste allemand.
- 3 juillet : Jorge Luís Prats, pianiste cubain.
- 4 juillet : Igor Gruppman, violoniste et chef d'orchestre américain.
- 9 juillet : Georg Faust, violoncelliste allemand.
- 15 juillet :
  - Gérard Lesne, contre-ténor français.
  - Marcel Pérès, musicologue, compositeur, directeur de chœur, organiste et chanteur français.
- 16 juillet : 
  - Regina Harris Baiocchi, compositrice et professeure de musique américaine.
  - Luis Delgado, compositeur espagnol.
- 18 juillet : Yvan Chiffoleau, violoncelliste français.
- 25 juillet : Denis Raisin Dadre, joueur de flûte à bec français.
- 7 août : Sharon Isbin, guitariste américaine.
- 26 août : Sally Beamish, compositrice et violoniste britannique.
- 2 septembre : Paul Goodwin, hautboïste et chef d'orchestre britannique.
- 20 septembre : Makiko Kinoshita, compositrice japonaise.
- 29 septembre : Claude Lebet, luthier suisse.
- 8 octobre : Garth Knox, musicien écossais, altiste, interprète de musique contemporaine.
- 13 octobre : Melvyn Tan, pianiste britannique .
- 16 octobre : 
  - Marin Alsop, chef d'orchestre américain.
  - Jaroslav Tůma, organiste tchèque.
- 29 octobre : David Chesky, pianiste américain.
- 11 novembre : Vedran Smailović, violoncelliste de Bosnie-Herzégovine.
- 24 novembre : Jouni Kaipainen, compositeur finlandais († 23 novembre 2015).
- 30 novembre : Jean Le Buis, organiste, professeur et compositeur québécois.
- 7 décembre : Krystian Zimerman, pianiste polonais.
- 8 décembre : Pierre Pincemaille, improvisateur, organiste français († 12 janvier 2018).
- 22 décembre : Jean-Pierre Robert, contrebassiste français et auteur.
- 27 décembre : Yeruham Scharovsky, chef d'orchestre israélien.
- 28 décembre : Nigel Kennedy, violoniste britannique.

### Date indéterminée
- Thierry Beauvert, musicologue français, animateur et producteur de radio.
- Antonio Florio, chef d'orchestre italien.
- Daniel Fuchs, organiste, pianiste et compositeur vaudois.
- François Houtart, musicien belge, organiste et compositeur.
- Juha Leinonen, compositeur finlandais.

## Décès

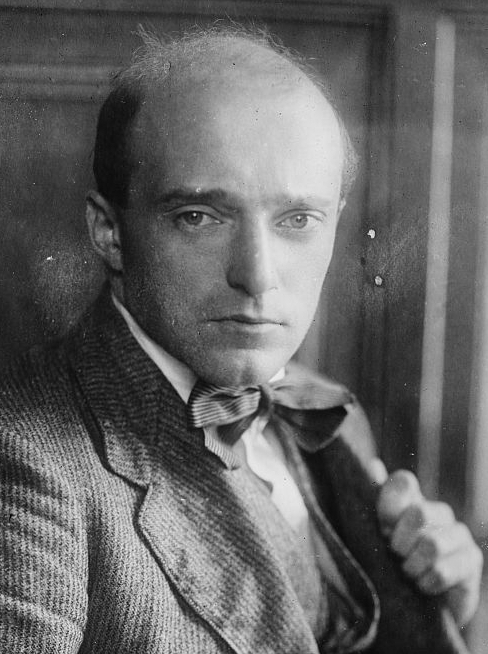
Erich Kleiber

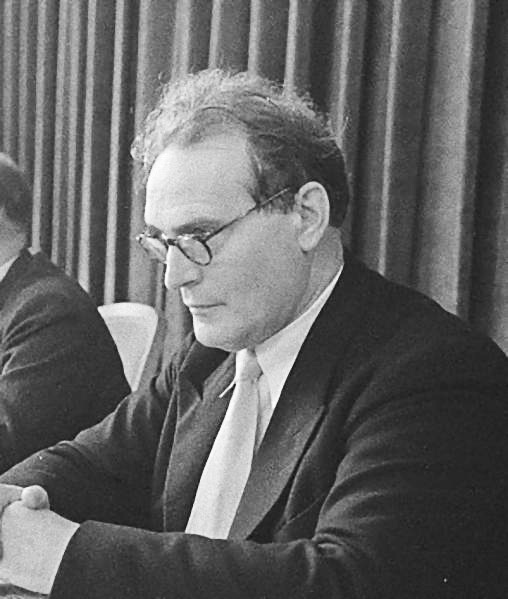
Günther Ramin

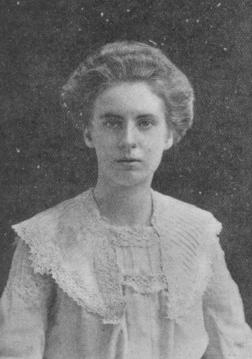
Marie Hall

- 3 janvier : Alexandre Gretchaninov, compositeur russe (° 25 octobre 1864).
- 9 janvier : Paul de Maleingreau, compositeur et organiste belge (° 23 novembre 1887).
- 14 janvier : Frederic Lliurat i Carreras, pianiste et critique musical catalan (° 21 mars 1874).
- 15 janvier : Bartolomé Pérez Casas, compositeur et chef d'orchestre espagnol (° 24 janvier 1873).
- 27 janvier : Erich Kleiber, chef d'orchestre autrichien (° 5 août 1890).
- 18 février : Gustave Charpentier, compositeur français (° 25 juin 1860).
- février : Claude Guillon-Verne, compositeur français (° 26 septembre 1879).
- 4 février : Peder Gram, compositeur et organiste danois (° 25 novembre 1881).
- 27 février : Günther Ramin, organiste, chef de chœur, Thomaskantor et compositeur allemand (° 15 octobre 1898).
- 1er mars :
  - Paul Miersch, violoncelliste et compositeur allemand naturalisé américain (° 18 janvier 1868).
  - Henriette Renié, harpiste, pédagogue et compositrice française (° 18 septembre 1875).
- 9 mars : Amanda Aldridge, chanteuse lyrique et compositrice britannique (° 10 mars 1866).
- 11 mars : Sergueï Vassilenko, compositeur russe (° 30 mars 1872).
- 27 mars : Véronique Bloy-Tichý, compositrice française (° 23 avril 1891).
- 30 mars : 
  - Arthur Hartmann, violoniste, altiste et compositeur américain (° 22 juillet 1881).
  - Fritz Lehmann, chef d'orchestre allemand (° 17 mai 1904).
- 15 avril : Kathleen Howard, chanteuse d'opéra, puis actrice, canadienne (° 17 juillet 1884).
- 21 avril : Stan Golestan, compositeur roumain (° 7 juin 1875).
- 12 mai : Arthur Letondal, pianiste, organiste, professeur et musicographe canadien (° 30 avril 1869).
- 29 mai : Hermann Abendroth, chef d'orchestre allemand (° 19 janvier 1883).
- 3 juin : Victor Gonzalez, facteur d'orgue français (° 2 décembre 1877).
- 18 juin : Jacques-Gabriel Prod’homme, musicologue français (° 28 novembre 1871).
- 23 juin : Reinhold Glière, compositeur russe (° 30 décembre 1874).
- 8 août : Just Scheu, acteur, compositeur, librettiste et metteur en scène allemand (° 22 février 1903).
- 14 août : Jaroslav Řídký, compositeur, chef d'orchestre et harpiste tchèque (° 25 août 1897).
- 30 août : Aita Donostia, prêtre, bertsolari, musicologue, organiste, académicien et compositeur basque (° 10 janvier 1886).
- 31 août : Yves Nat, pianiste français (° 29 décembre 1890).
- 16 septembre : Fernand Jouteux, compositeur et chef d'orchestre français (° 11 janvier 1866).
- 27 septembre : Gerald Finzi, compositeur britannique (° 14 juillet 1901).
- 12 octobre : Lorenzo Perosi, compositeur italien de musique sacrée (° 21 décembre 1872).
- 16 octobre : Stoyan Brashovanov, musicologue bulgare (° 14 septembre 1888).
- 19 octobre : Emanuel Jonasson, compositeur suédois (° 23 février 1886).
- 26 octobre : Walter Gieseking, pianiste et compositeur franco-allemand (° 5 novembre 1895).
- 11 novembre : Marie Hall, violoniste anglaise (° 8 avril 1884).
- 19 novembre : René Vannes, musicologue belge (° 24 mai 1888).
- 24 novembre : Guido Cantelli, chef d'orchestre italien (° 27 avril 1920).
- 7 décembre : Henry Fillmore, compositeur, arrangeur, chef d'orchestre et éditeur américain (° 3 février 1881).
- 8 décembre : Edgar Bainton, compositeur anglais (° 14 février 1880).
- 9 décembre : Ethel Scarborough,pianiste, compositrice et politicienne anglaise (° 10 janvier 1880).
- 11 décembre : Stefi Geyer, violoniste hongroise (° 28 juin 1888).
- 19 décembre : Montagu Slater, poète, romancier, scénariste et librettiste anglais (° 23 septembre 1902).